# 2-es busz (Körmend)
A körmendi 2-es jelzésű autóbusz az Autóbusz-állomás – Bartók lakótelep – TESCO hipermarket – Autóbusz-állomás útvonalon közlekedik. A vonalat a Volánbusz üzemelteti.

## Közlekedése
Csak munkanapokon közlekedik, naponta háromszor.

## Útvonala
| Autóbusz-állomás → Bartók lakótelep → TESCO hipermarket → Autóbusz-állomás |
| --- |
| Autóbusz-állomás – Vasútmellék utca – Kossuth Lajos utca – Bercsényi utca – Thököly Imre utca – Vasútmellék utca – Hunyadi utca – Batsányi János utca – Somogyi Béla utca – Platán utca – Nyírfa utca – Ifjúság utca – Somogyi Béla utca – Rákóczi utca – Dr. Batthyány utca – Szabadság tér (kastély) – Dr. Batthyány utca – (Rákóczi utca – TESCO hipermarket –) Rákóczi utca – Hunyadi utca – Vasútmellék utca – Autóbusz-állomás |

## Megállóhelyei
| 0  | 0  | Autóbusz-állomás                    |               | Körmend Helyközi autóbusz-állomás, II. világháborús emlékmű, Olcsai-Kiss Zoltán Általános Iskola                                                                  |
| 1  | 1  | Olcsai-Kiss Zoltán Általános Iskola | 1, 1A, 1B, 2A | II. világháborús emlékmű, Olcsai-Kiss Zoltán Általános Iskola |
| 2  | 2  | Hunyadi utca, ABC                   | 2A            | |
| 4  | 4  | Somogyi utca, ABC                   | 2A            | |
| 6  | 6  | Somogyi utca 13.                    | 2A            | |
| 8  | 8  | Bartók lakótelep 5.                 | 2A            | |
| 10 | 10 | Szabadság tér                       | 1, 1A, 1B, 2A | Batthyány-Strattmann Kastély, Városi Bíróság, Földhivatal, Polgármesteri Hivatal, Faludi Ferenc Városi Könyvtár, Árpád-házi Szent Erzsébet templom, Szabadság tér |
| 11 | 11 | Szabadság tér (kastély)             | 1, 1A, 1B, 2A | Batthyány-Strattmann Kastély, Városi Bíróság, Földhivatal, Polgármesteri Hivatal, Faludi Ferenc Városi Könyvtár, Árpád-házi Szent Erzsébet templom, Szabadság tér |
| ∫  | 13 | TESCO hipermarket                   | 1B, 2A        | TESCO hipermarket, Új köztemető, Sportpálya, Körmendi Rendészeti Szakközépiskola, Határőrség Központi Múzeuma                                                     |
| ∫  | 14 | TESCO hipermarket                   | 1B, 2A        | TESCO hipermarket, Új köztemető, Sportpálya, Körmendi Rendészeti Szakközépiskola, Határőrség Központi Múzeuma                                                     |
| 12 | 16 | Hunyadi utca                        | 1, 1A, 1B     | Razsó Imre Szakközépiskola, Szakiskola és Kollégium, SPAR, Rendőrkapitányság, Dr. Batthyányné Coreth Mária Óvoda                                                  |
| 13 | ∫  | Olcsai-Kiss Zoltán Általános Iskola | 1, 1A, 1B, 2A | II. világháborús emlékmű, Olcsai-Kiss Zoltán Általános Iskola |
| 14 | 18 | Autóbusz-állomás                    | 1, 1A, 1B, 2A | Körmend Helyközi autóbusz-állomás, II. világháborús emlékmű, Olcsai-Kiss Zoltán Általános Iskola                                                                  |

1. ↑  A 10:45-kor induló járatok a TESCO hipermarket megállóhely érintésével közlekednek.
2. ↑  A 10:45-kor induló járatok a TESCO hipermarket megállóhely érintésével közlekednek.
3. ↑  Tanítási napokon a 7:25-kor induló autóbuszok a Hunyadi utca után megállnak az Olcsai-Kiss Zoltán Általános Iskola megállóhelyen is.

## Menetrend
| Óra | Munkanapokon |
| --- | ------------ |
| 7   | 25           |
| 10  | 45           |
| 14  | 50           |